# Borgå träkyrka
Borgå träkyrka eller Lilla kyrkan är en luthersk kyrkobyggnad i Borgå i det finländska landskapet Nyland. Kyrkan är en rödmålad träbyggnad belägen intill Borgå domkyrkas klockstapel. Den invigdes år 1740 för att kunna hålla gudstjänster på både finska och svenska samtidigt. Tidigare användes byggnaden av finskspråkiga församlingen.
År 1964 beslutade Borgå kyrkofullmäktige att riva Lilla kyrkan, men i oktober 1972 beslöt de enhälligt att istället renovera den. Renoveringsarbetet utfördes mellan 1973 och 1974 under ledning av professor Nils-Erik Wickberg. Lilla kyrkan återinvigdes den 10 mars 1974. 
Lilla kyrkan användes flitigt under en period då Borgå domkyrka återuppbyggdes efter en brand.
Borgå träkyrka ägs av Borgå kyrkliga samfällighet.

## Inventarier
Altarkrucifixet i träkyrkan härstammar från 1700-talet. Predikstolen och kyrkans två altartavlor är från 1800-talet, medan kyrkans ljusstakar anskaffades år 1880. Kyrkans orgel, byggd år 1887 av Bror Axel Thulé, har åtta stämmor.